# Palliardi család
A Palliardi család olasz származású cseh stukkókészítők és később építőmesterek több generációját fogja össze. A család kései leszármazottai ma is Csehországban élnek.

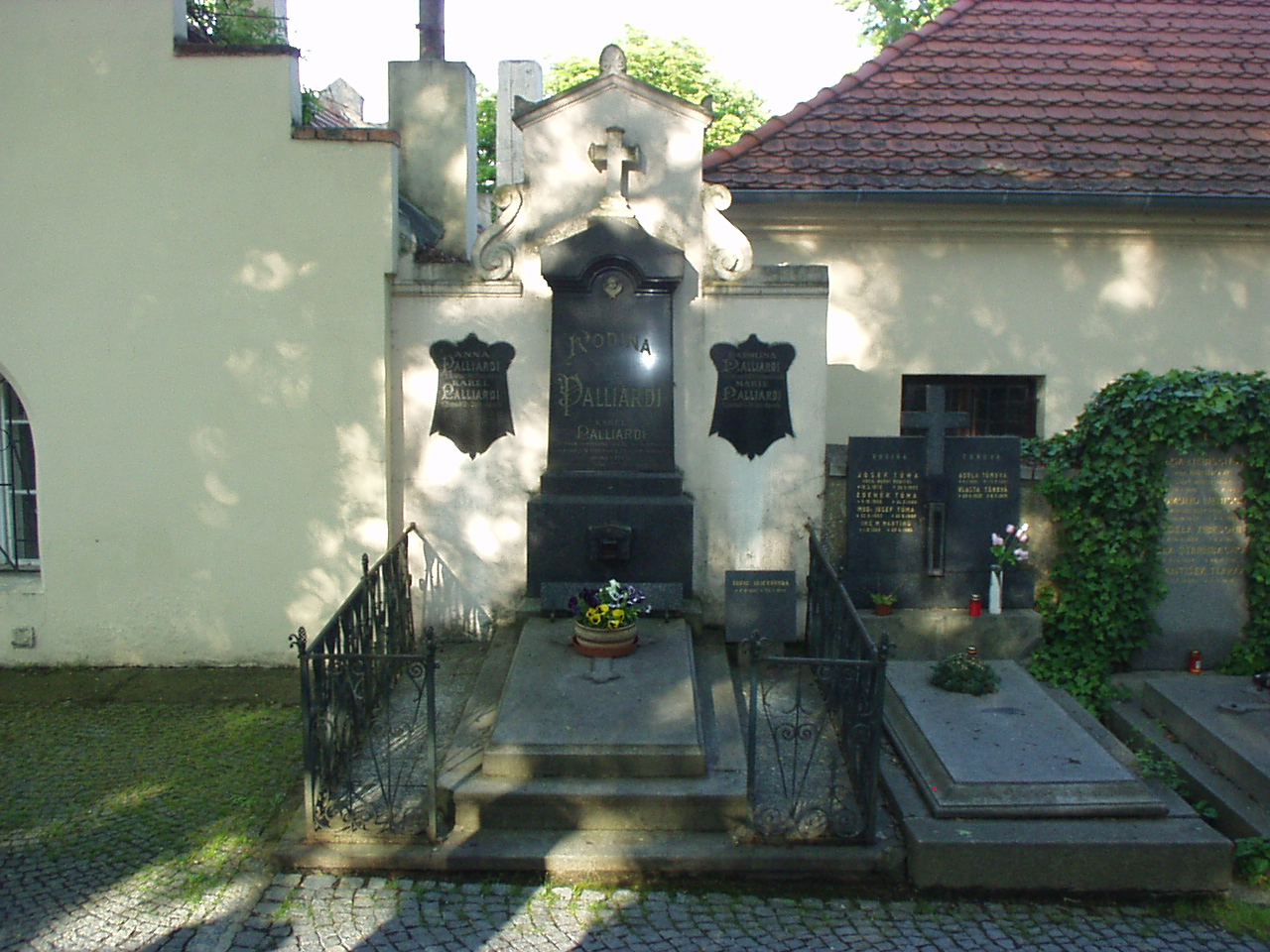
A családi sírhely

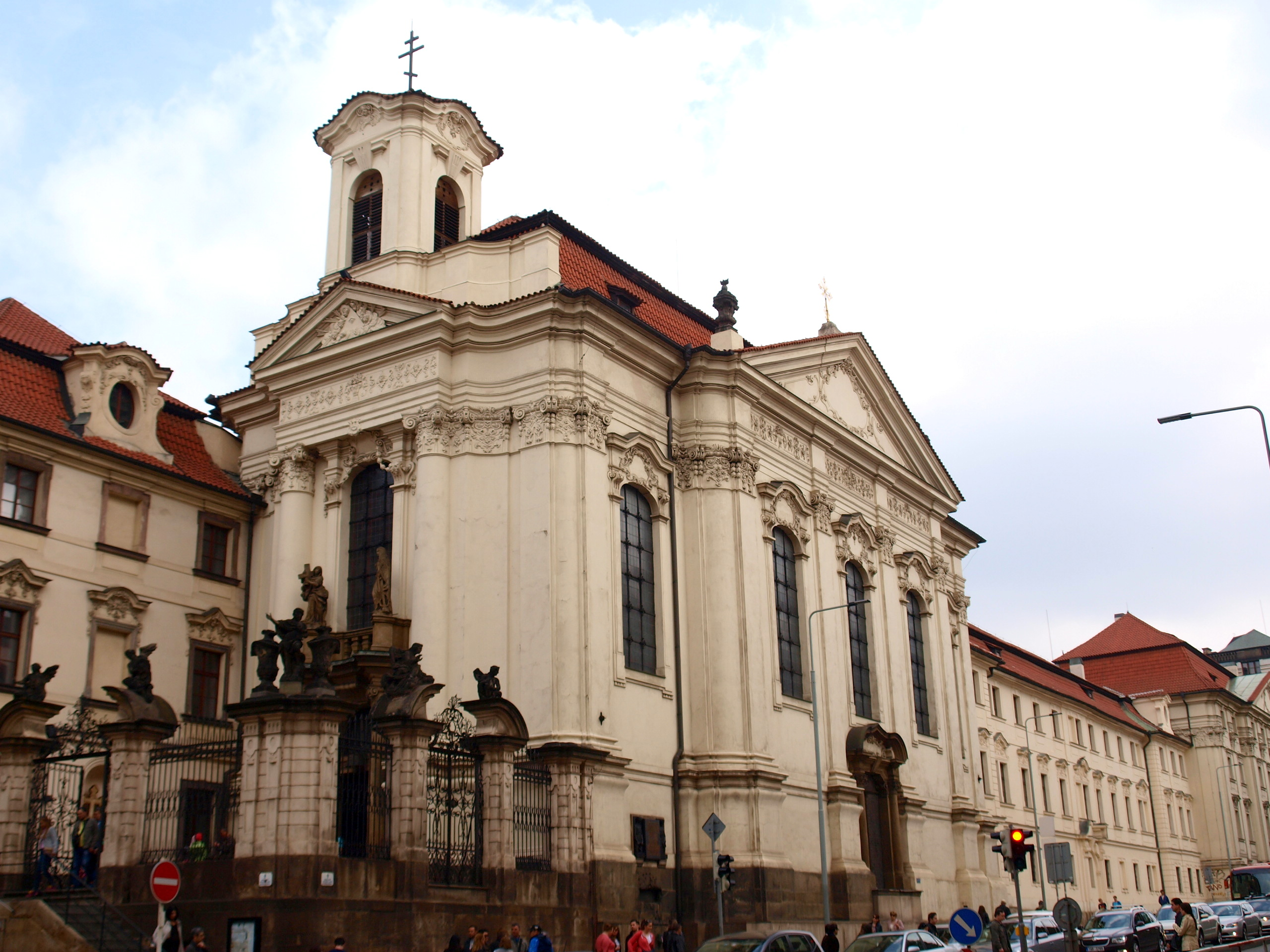
A Szent Cirill és Metód katedrális (Michael Ignaz Palliari)

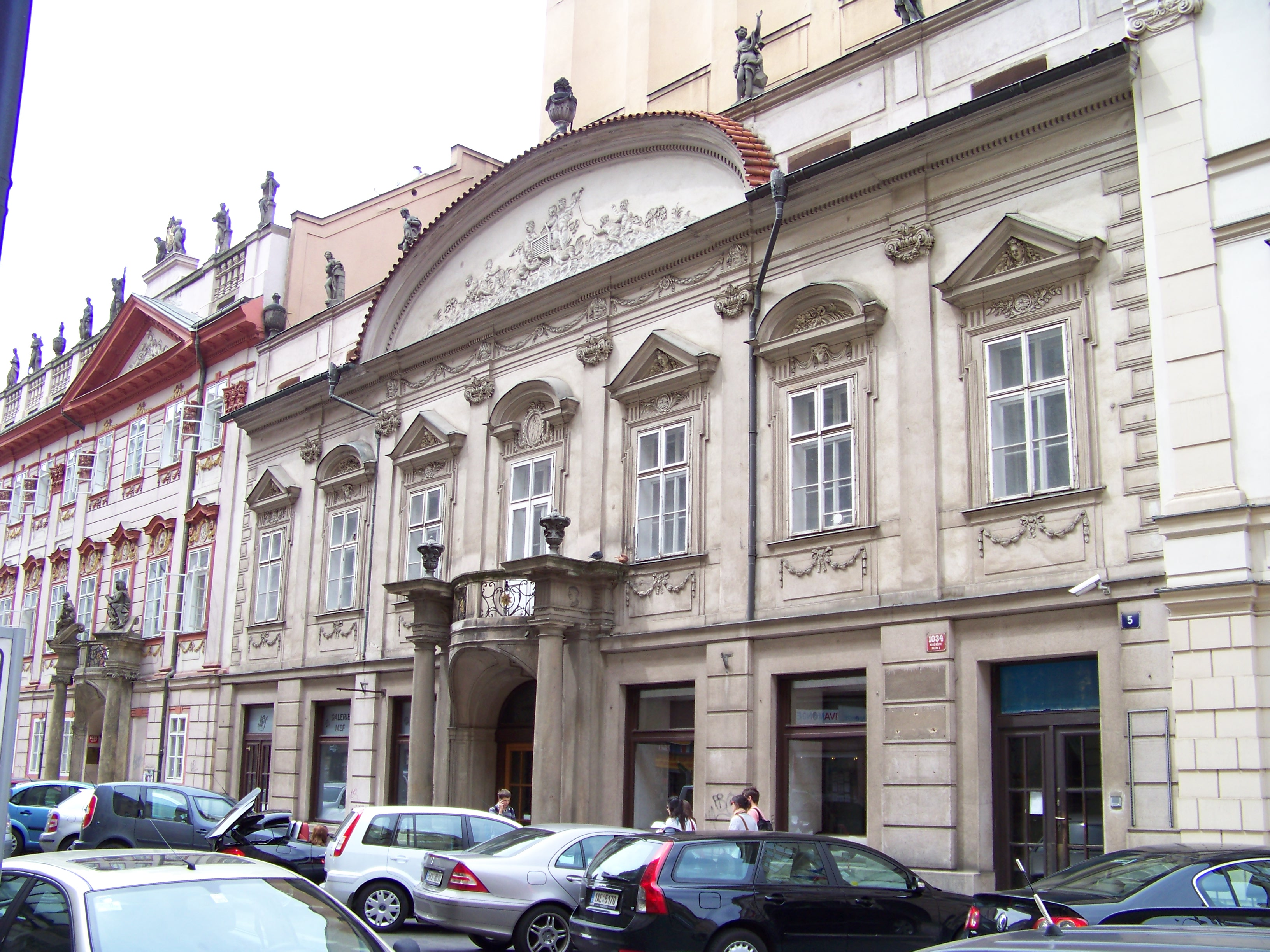
A Swéerts-Šporkův palota Prága Újvárosában (Hybernská utca, Johann Ignaz Palliardi)

## Eredete, története
Történelmi források alapján valószínű, hogy a családot alapító Giovanni Pietro Palliari (Jan Peter Palliari, 1645–1732. november 21.) stukkókészítő mester a harmincéves háború (1618–1648) után költözött Prágába Sala Comacina faluból. Ebben a korban (a szó mai jelentésétől eltérően) „vlachok”nak kimondottan a Luganói-tó és a Comói-tó vidékéről származó olaszokat nevezték. Ők voltak az „artisti dei laghi”, azaz a tóvidék kézművesei, akik számosan telepedtek le a Habsburg Birodalomban — több család (a Palliarik mellett például a Canevalle család). Ők voltak a prágai vlachok, akik főleg a várban, illetve a Kisoldal felső, a várral határos részén telepedtek le. Ezért ezt a városrészt akkoriban „Vlašský”-nak hívták.
A család tagjainak azonosítását jelentősen megnehezíti, hogy a családalapító és legtöbb leszármazott is a „d” betű nélkül írta nevét; a „d” betűt Johann Ignaz Palliardi és öccse, Johannes Nepomuk Georg Palliardi vette fel. Hasonképp zavaróak a családban divatos keresztnevek (például Ignaz), amelyek egy-egy nemzedék több tagjának (többnyire hiányosan idézett) nevében is előfordulnak. Tovább bonyolítja a helyzetet, hogy maguk a Palliar(d)ik irataikban bőségesen kapott keresztneveik közül többnyire csak egy-egy nekik tetszőt használtak aktuális identitásuknak megfelelő módon. Szélsőségesen bizonytalan e keresztnevek írásmódja, amely lehet „eredeti” olasz, felvett német vagy modernizált cseh. Igyekeztünk mindhárom változatot feltüntetni úgy, hogy alapnak a családtagok feltételezhető identitásának megfelelőt jelöljük ki.

## A második generáció
Giovanni Pietrónak három fia született:
- Carlo Antonio Palliari (1699.január 18. – 1756.május 2.) és
- Michael Ignaz Palliari (Michaele Ignazio Palliari, 1702. szeptember 26. – 1751. augusztus 11.)
- Petr Antonín Palliari (1693. október 27. – 1742. november 26.)

Édesapjuk munkásságát a két idősebb fivér folytatta, míg Petr Antonín más pályát választott.
A 18. században jelentősen átalakult a stukkóművészet, mivel egyrészt bővültek az anyagtechnikai ismeretek, másrészt megszűntek a comói és lagói vlachok kiváltságai. Változott az ornamentika stíluskoncepciója is.

### Carlo Antonio Palliari
Carlo Antonio Palliari (Karel Antonín, 1699. január18. – 1756. augusztus 6.) volt Giovanni Pietro Palliari idősebb fia, a család kevésbé ismert tagjainak egyike.
Folytatta apja stukkómíves mesterségét. 1729. október 18-án Carlo Antonio Canevalle és felesége, valamint Veronika Palliari jelenlétében vette feleségül Lucia Spaczinová nemes leányt. 1733. január 13-án kapott polgárjogot a Kisoldalban. 1742. március 8-án visszakapta a Rottovský-házat, apja egykori birtokát.

### Michael Ignaz Palliari
Michael Ignaz Palliari (1702. szeptember 26. – 1751. augusztus 11., Michal Ignác Palliardi), Giovanni Pietro Palliari (Jan Peter) középső fiaként stukkótervező, a Palliardi család második nemzedékének jelesebb képviselője.
Ugyancsak a Kisoldalban halt meg a Kranner-házban. Ő volt a család első építőmestere (baumeister).
A művészettörténészek különbözőképp vélekednek arról, melyek azok az épületek, amelyeket ő épített. Ennek fő oka, hogy a munkásságát folytató fia az övével azonos keresztnevet kapott.

### Johann Peter Palliari
Gottfried Johann Dlabacz kanonok, költő és könyvtáros általános történeti művészeti enciklopédiája (Allgemeines historisches Künstler-Lexikon für Böhmen und zum Theile auch für Mähren und Schlesien) 1815-ből megemlékezik egy bizonyos Johann Peter Palliariról, aki (ugyancsak) stukkóműves volt, a prágai nemeseknek dolgozott és a Kisoldalban élt; az egyházközség keresztelői anyakönyvére hivatkozik.
A Szent Vencel-templom 1697. május 29-i feljegyzése szerint nevezett Johann Peter Palliari és az az ugyancsak kisoldali ötvös Jan Schuman (Jan Bartoloměj Schuman) Maria Magdalena nevű lányának esküvőjét 1680. január 18-ára tűzték ki. Nászajándékként 1680. március 12-én megkapta apósa házát (Ház az arany kupához). a mostani Neruda utcában. Még 1685. június 10-e előtt megözvegyült. Másodjára egy bizonyos Kateřina Sumutovát vett feleségül, és tőle tizenegy gyermeke született (hét fiú, négy lány). 1690-ben már bizonyosan a kisoldali festőcéh tagja volt, mint stukkókészítő.

### Petr Antonín Palliari
Petr Antonín Palliari (1693. október 27. – 1742. november 26.) először papként volt a kapucinus rend tagja, majd a vlach kórház adminisztrátora lett. A családhoz nemigen kapcsolja más, mint rokonai gyermekeinek megkeresztelése. A kórház templomának kriptájában temették el.

## A harmadik generáció
A család harmadik nemzedékének Michael Ignaz Palliari három fiát tekintjük. Ők — a 18. század közepétől a 19. század első negyedéig — olyan időszakban dolgoztak, amelyben jelentősen átalakult az építőipar, és eközben új típusú épületek: laktanyák, színházak, erődök jelentek meg. Az időszak kezdetén az építőmesterek bizonyos mértékig még építészek voltak. A két szakma egyértelmű megkülönböztetését a 19. század elejére datálhatjuk. Az építészek azok lettek, akik a térbeli és művészi koncepcióra helyezték a hangsúlyt, míg az építőmesterek inkább az anyagfajtákkal, a szerkezetekkel vagy a belső berendezéssel foglalkoztak.
Az építész céhek hanyatlásnak indultak.
Michael Ignaz Palliari három stukkós, illetve építész fia:
- Anton Fidelio Palliari (1732–1757),
- Johann Ignaz Palliardi (Ignác Jan Nepomuk Palliardi, Ignaz Giovanni Nepomuceno Palliardi, 1737–1821)  és
- a legfiatalabb Johannes Nepomuk Georg Palliardi (Jan Nepomuk Jiří Palliardi, Giovanni Nepomuceno Giorgio Palliardi)

Valószínűsíthető, hogy apjuk továbbadta ismereteit fiainak, és bevonta őket munkájába. Nem maradt fenn levéltári információ arról, hogy lett volna családi műhelyük (bottega, bizonyára volt), miként arról sem, hogy önállósodásuk után a fiúk együttműködtek-e, mennyire tartották egymással a kapcsolatot: a fennmaradt terveken és beszámolókon mindig csak egy szerző aláírása szerepel. Annyi bizonyos, hogy ha egy testvér meghalt, egy másik átvette félbemaradt munkáit.
A fiúk közül Johann Ignaz Palliardi lett a leghíresebb. Az ő nevének d-betűs írásmódja miatt szokás a családot Palliardiként említeni.

### Anton Fidelio Palliari
Anton Fidelio Palliari (Antonio Fidelio, Antonín Fidelis, illetve Antonín Fidelio) a család építész hagyományát folytatta.
1732 áprilisában született a Kisoldalban. Április 23-án keresztelték meg a Szent Miklós-templomban; tanúja Kilian Ignaz Dientzenhofer volt.
1753-ban Anselmo Lurago távollétében szakértőként ő képviselte az Ágoston-rendieket a Szent Tamás-templom ügyében.
Fiatalon, 1757. augusztus 31-én hunyt el otthonában, a Kranner-házban (Krannerovský dům).

### Johann Ignaz Palliardi
A család legnevesebb tagja Johann Ignaz Palliardi (Ignác Jan Nepomuk Palliardi, Ignazio Giovanni Nepomuceno Palliardi , 1737. május 15. – 1821. március 18.), Prága barokk–klasszicista átmeneti építészetének meghatározó alakja. Számtalan épülete egyértelműen a 18. század második felétől a 19. század első negyedéig tartó stílusforduló legjelentősebb építészei közé emeli. A család későbbi generációi nem tudtak építeni az ő eredményeire.
Johannes Nepomuk Georg Palliardi (Giovanni Nepomuceno Giorgio Palliardi, Jan Nepomuk Jiří Palliardi, Johannes Nepomuk Georg Palliardi) volt Michael Ignaz Palliari három stukkós, illetve építész fia közül a legfiatalabb. Ifjabb bátyjához, Johann Ignaz Palliardihoz hasonlóan ő is építőmester lett és ő is fölvette nevébe a „d” betűt.
1744. januárjában született, és január 21-én keresztelték a strahovi templomban; a tanúja Jacob Schödl (Jacub Schödl) volt. Számos középülete mellett ő építette családja számára a Paliarka-birtokot Smíchovban.
Halotti anyakönyvi kivonatából tudjuk, hogy 1776-ban kapott polgárjogot az Óvárosban.
Fia: Ignác Alois Palliardi (1765–1806)
Ugyancsak Schödl volt a tanúja, amikor 1786. július 26-án vagy 1786. december 31-én megnősült a Szent Tamás-templomban. Nevét Johannes Palliardi alakban írta alá.

## A negyedik generáció
Sokan Ignác Alois Palliardit tekintik a család utolsó építészének, bár a tradíció hivatalosan még két generáción át fennmaradt.
Jan Nepomuk Jiří Palliari (1744–1810) fiaként 1765-ben született Prágában és ott is halt meg 1806. augusztus 10-én. A kisodali temetőben hantolták el. Valószínű, hogy apjához hasonlóan szabadkőműves volt, de ez nehezen igazolható.
Az ő fiait:
- Josef Palliardi  (Josef Václav Jan Nepomuk Palliardi, 1798–1870).
- Josef Matěj Vojtěch Palliardi (1831–1905), a legfiatalabb fiú, művészeti és zenei könyvesboltja volt [[Brno]Brünnben]].

## Az ötödik generáció
A gyakorlatilag névtelen építész Jan Nepomuk Jiří Palliari (1744–1810) neve, ismertsége még apjáétól is elmarad. Ő is építész volt, de munkásságáról nem tudunk szinte semmit.
Nagyon valószínű, hogy együttműködött apjával és tanítójával. Valószínűleg az ő segédjeként vett részt 1783-ban a Česká Kamenice-i sörfőzde építésében.
1793. január 28-án, 26 éves korában vette feleségül a nála négy évvel fiatalabb Magdalena Pelletet (1771–1793) a P. Mária templomban, a Lánchíd alatt, és házasságuk gazdag gyermekáldásnak örvendhetett:
- 1793. október 4-én keresztelték első fiukat, Joseph Ignazot (†1870);
- 1794. október 30-án Františeket;
- 1798. január 28-án Josef Václav Jan Nepomukot;
- 1800. május 8-án Eleonóra Barborát és
- 1805. május 15-én Jant.

Két fia:
- Anton Alois Palliardi (1799–1873) és
- Joseph Ignaz Palliardi közül csak Josef Palliardi (Karel Joseph Ignaz Palliardi, (Joseph Ignaz Palliardi, 1798–1870. február 12.) folytatta a családi tradíciót. Apjához hasonlóan építész volt, és ő sem alkotott semmi maradandót.[1]

A prágai népszámlálás szerint foglalkozása udvari építőmester volt, de leginkább útépítőként dolgozott a Prágai Igazgatóságnál. Ugyancsak útépítő tevékenységére utal a Hradec Králové déli kapujától a Březhrad városrészig tartó utca helyszínrajza. a 19. század első feléből.
Az óvárosi polgárok listájára 1792. április 3-án vették fel. Neve az iratokban leginkább nem építőmesterként, hanem különböző polgárok keresztelői, illetve esküvői tanújaként maradt fenn
Kutná Hora környékén dolgozva ismerkedett meg Anna Alsterovával, a Nové dvoryi kastélykertész lányával. 1830-ban vette őt feleségül, és hat gyermekük született.
Az Egerer Anziger című 1852-es újságból értesülünk egy bizonyos Josef Palliardi úrról, aki állítólag a kerületi építési hivatal segédje volt. Lehet, hogy ugyanarról a személyről van szó, különben erről a családtagról semm többet nem tudunk.
Anton Alois Palliardi (Ignác Alois Augustin Palliardi, 1799. november 19. Prága – 1873. november 23., Franzensbad) (Joseph Ignaz Palliardi öccse) szakított a családi hagyománnyal, és fürdőorvos lett a nyugat-csehországi Franzensbadban.

## Hatodik generáció
Ennek a nemzedéknek a tagjai a maguk idejében ismert személyiségek voltak, de a művészettörténészeket gyakorlatilag nem érdeklik, mert nem volt köztük említésre méltó építész. Josef Palliardi egyik unokája, Jaroslav Palliardi azonban jelentős, máig ható hírnévre tett szert, mint immár morva nemzetiségű ősrégész. Jelentőségükről és életükről a levéltárak kevéssé számolnak be, információ leginkább a korabeli sajtóban és néhány emlékhelyen, emléktáblán található. Ha nem maradtak volna ezek az emlékek, a generáció valószínűleg feledésbe merülne.

### Karel Ignác Palliardi
Karel Ignác Palliardi (1825–1893) politikus volt.
1825. május 17-én született Josef Palliardi elsőszülött fiaként, Alois Ignác unokájaként. 1884-ben ő lett Prága polgármestere.

### Alfred Palliardi
Alfred Palliardi muzeológus (1861.12.6. Brno – 1924.2.2.) Josef Matěj Vojtěch Palliardi fia volt.

### Josef Matěj Vojtěch Palliardi
Josef Matěj Vojtěch Palliardi (1831–1905) Anton Alois Palliardi legkisebb fia volt. Képzőművészeti és zenei könyvesboltja volt Brünnben.

## Hetedik generáció
A nemzedék kiemelkedő tagja Jaroslav Palliardi (Jaroslav Ignác Palliardi, 1861–1922) régész és közjegyző.